# Corsica Libera
 Corsica Libera è un partito politico corso separatista di sinistra attivo in Corsica. Venne fondato a Corte (Alta Corsica) nel febbraio 2009 dalla fusione di tre partiti nazionalisti: Corsica Nazione, Rinnovu e Alleanza nazionalista corsa.
Corsica Libera sostiene la piena indipendenza della Corsica e non condanna le azioni violente di gruppi come il Fronte di liberazione nazionale della Corsica. Il partito si distinse per l'occupazione simbolica della residenza corsa di Christian Clavier. Il partito ha un seggio nell'Assemblea corsa e numerosi consiglieri comunali, tra cui il sindaco del piccolo villaggio Granace.
Nel settembre 2012, Rinnovu ha annunciato la propria scissione ed è tornato ad essere un'organizzazione a sé.

## Ideologia
A differenza dei cosiddetti "nazionalisti moderati" di estrazione autonomista afferenti a Femu a Corsica di Gilles Simeoni, Corsica Libera promuove invece l'indipendenza statuale della Corsica dalla Francia basandosi sul principio dell'autodeterminazione, non condannando le azioni violente e la "lotta armata" di gruppi come il Fronte di Liberazione Nazionale Corso. Il partito si è distinto con l'occupazione simbolica del giardino della villa dell'attore francese Christian Clavier sulla spiaggia di Palombaggia, a Porto Vecchio (il cosiddetto Affaire Clavier).

## Risultati elettorali
Il candidato del partito alle elezioni regionali del 2010, Jean-Guy Talamoni, ha ottenuto il 9,36% dei voti, qualificandosi così direttamente per il secondo turno. Al primo turno delle elezioni regionali del 2015, il partito ha riportato il 7,73%, superando anche stavolta la soglia di sbarramento.
Alle elezioni regionali francesi del 2021, il partito ha preso il 6,9% (9280 voti) al primo turno e dunque non è passato al secondo.